# Wilhelm Rudolf Weitenweber
Wilhelm Rudolf Weitenweber (* 1. Oktober 1804 in Prag; † 1. April 1870 ebenda) war ein böhmischer Medizinhistoriker und Arzt.

## Leben
Weitenweber studierte Medizin in Prag und Wien und wurde 1830 in Wien promoviert (Dissertation: Synopsis nosologica febrium et phlegmatiarum juxta Swediauri Ἰατριϰὴν disposita). Danach war er drei Jahre Arzt in Elbogen, bevor er sich als Arzt in Prag niederließ.
Er veröffentlichte zur Medizingeschichte besonders von Prag und gründete 1837 die Zeitschrift Beiträge zur gesammten Natur- und Heilwissenschaft, die in fünf Bänden bis 1840 erschien und danach noch 1841/42 als Neue Beiträge zur Medicin und Chirurgie fortgesetzt wurde. Er war auch Mitbegründer der naturwissenschaftlichen Zeitschrift Lotos.
Er war mehrere Jahre Historiograph der Medizinischen Fakultät in Prag.
Von ihm stammen viele Biographien in den Verhandlungen der königlich böhmischen Gesellschaft und er veröffentlichte auch über die Geschichte der Leopoldina, über Kaffee und Marsilius Ficinus. Er veröffentlichte unter anderem eine Biographie des Arztes Johann Theobald Held.

## Ehrungen
Im Jahr 1837 wurde er zum Mitglied der Deutschen Akademie der Naturforscher Leopoldina gewählt.

## Schriften (Auswahl)
- Der arabische Kaffee, in naturhistorischer, diätetischer und medicinischer Hinsicht geschildert, Prag 1835; 2. Auflage 1837 Digitalisat Bayerische Staatsbibliothek
- Die medicinischen Anstalten Prags nach ihren gegenwärtigen Zuständen geschildert, Prag 1845
- Mittheilungen über die Pest zu Prag in den Jahren 1713–14, 1852 Digitalisat Bayerische Staatsbibliothek
- Ueber des Marsilius Ficinus Werk De Vita Studiosorum nebst einigen Bemerkungen über den Hellenismus. Prag [1851] 1855 (= Abhandlungen der kgl. böhmischen Gesellschaft der Wissenschaften. 5. Folge, Band 9).